# Lepidozia dendritica
Lepidozia dendritica là một loài Rêu trong họ Lepidoziaceae. Loài này được Spruce mô tả khoa học đầu tiên năm 1885.